# Ridderorden in Jamaica

Wapen van Jamaica

Het Koninkrijk Jamaica, een van de vele landen in het Gemenebest die in personele unie met het Verenigd Koninkrijk zijn verbonden deelde tot de afkondiging van de "National Honours and Awards Act" in 1969 ridderorden met het Verenigd Koninkrijk maar heeft sindsdien eigen orden en onderscheidingen ingesteld.
Het eiland gebruikte tot 1969 de Ridderorden van het Verenigd Koninkrijk. Waarbij vooral de
- Orde van Sint-Michaël en Sint-George (voor zeer hoge functionarissen) en de
- Orde van het Britse Rijk (een veel verleende onderscheiding met zes graden) werden verleend.

Bijzonder is de positie van de Koningin. Het staatshoofd is geen Grootmeesteres maar soeverein van de ridderorden van Jamaica. De Gouverneur-generaal is de kanselier van elk van de Jamaicaanse orden en deze worden op advies van de premier verleend.
Veel Jamaicaanse onderscheidingen geven het recht om, zoals in het Verenigd Koninkrijk gebruikelijk is, letters achter de naam te voeren. Anderen geven recht op het predicaat "The Right Excellent" of de titel "National Hero of Jamaica".
Uit het Franse systeem van decoraties lijkt de verdeling in een "eminente" Orde van Verdienste en een minder hoog aangeslagen "excellente" Orde van Jamaica overgenomen.
De vijf ridderorden kunnen ook als één orde worden gezien; de Orde van Verdienste is dan het Grootkruis en de Orde van distinctie, met twee graden, omvat dan de graad van Officier en Ridder.
| De vijf huidige ridderorden van Jamaica                              | De vijf huidige ridderorden van Jamaica |
| -------------------------------------------------------------------- | --------------------------------------- |
| Naam van de Orde                                                     | Baton                                   |
| De Orde van de Nationale Held (Engels: "Order of the National Hero") | baton                                   |
| De Orde van de Natie (Engels: "Order of the Nation")                 | baton                                   |
| De Orde van Verdienste (Engels: "Order of Merit")                    | baton                                   |
| De Orde van Jamaica (Engels: "Order of Jamaica")                     | baton                                   |
| De Orde van Uitmuntendheid (Engels: "Order of Distinction")          | baton                                   |

Een bijzonderheid van het Jamaicaanse stelsel van onderscheidingen is dat de afgebeelde, door de overheid voorgeschreven, batons niet steeds overeenkomen met de linten waaraan de onderscheidingen worden gedragen.

## Voetnoten
1. ↑  Guy Stair Sainty in "World Orders of Knighthood", Blz. 1251